# 末梢静脈カテーテル
1. カテーテル本体は、(a)静脈に挿入するための先端針(b)カテーテル操作や接着剤で固定するための「羽」(c)注射器で薬剤を注入できる三方活栓、(d)点滴ラインと接続できる尾部、使用しない間の蓋などで構成されている[注釈 1]。
2. カニューレを挿入するためのガイドワイヤーとしてのみ機能する針[注釈 2] (一部針内に収納されている)。
3. 使用前に取り外す保護キャップ。

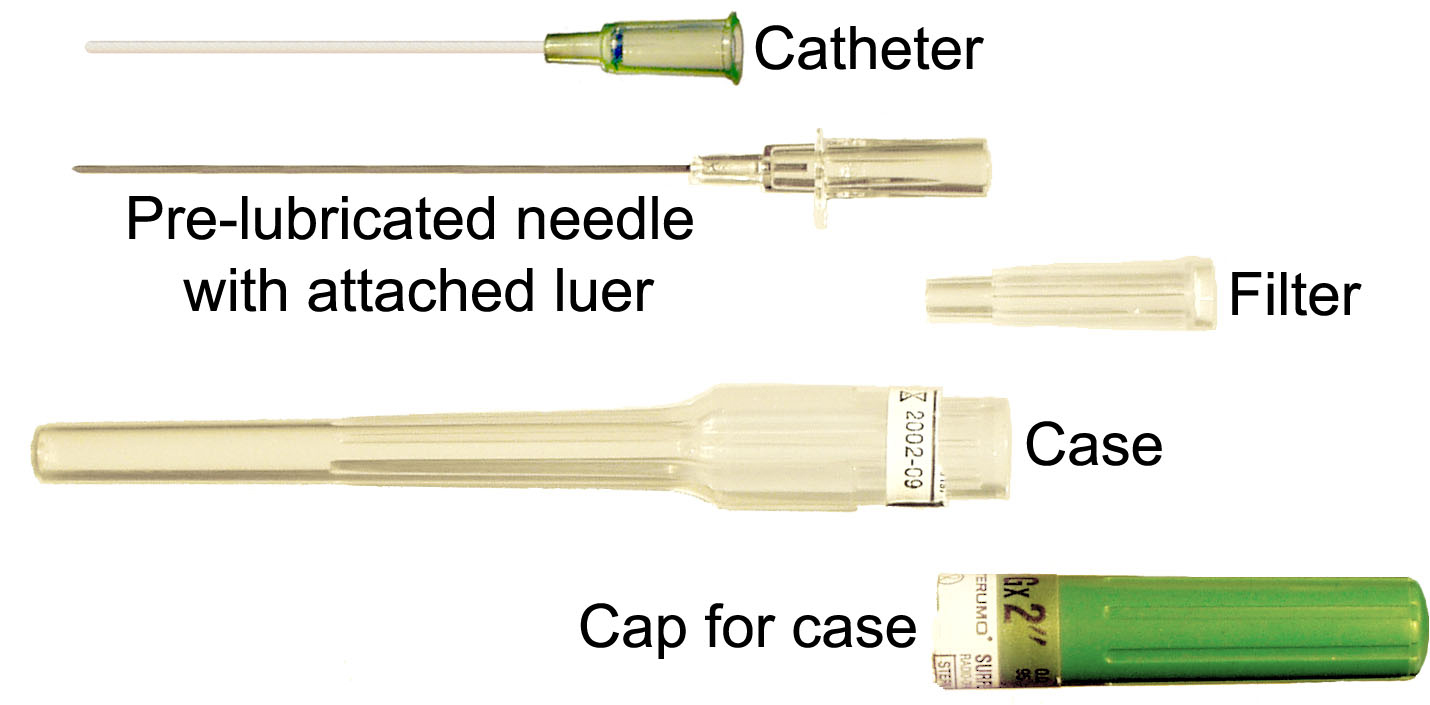
日本でも使われている末梢静脈カテーテルを分解したもの(ケース含む)。上から順に、外筒、内筒、フィルター、ケース、フタ。

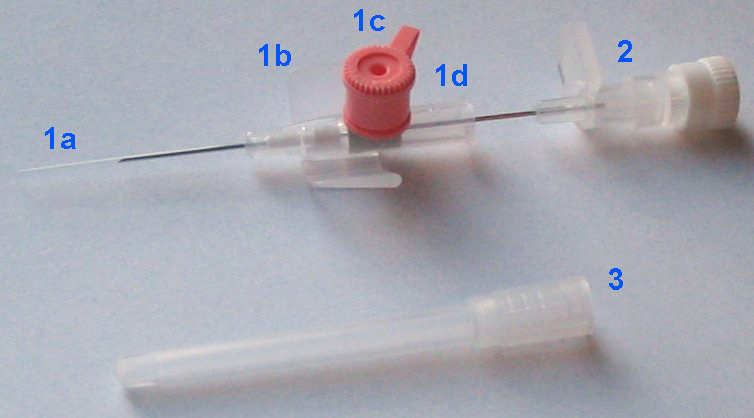
末梢静脈カテーテルの一例 (海外製品)

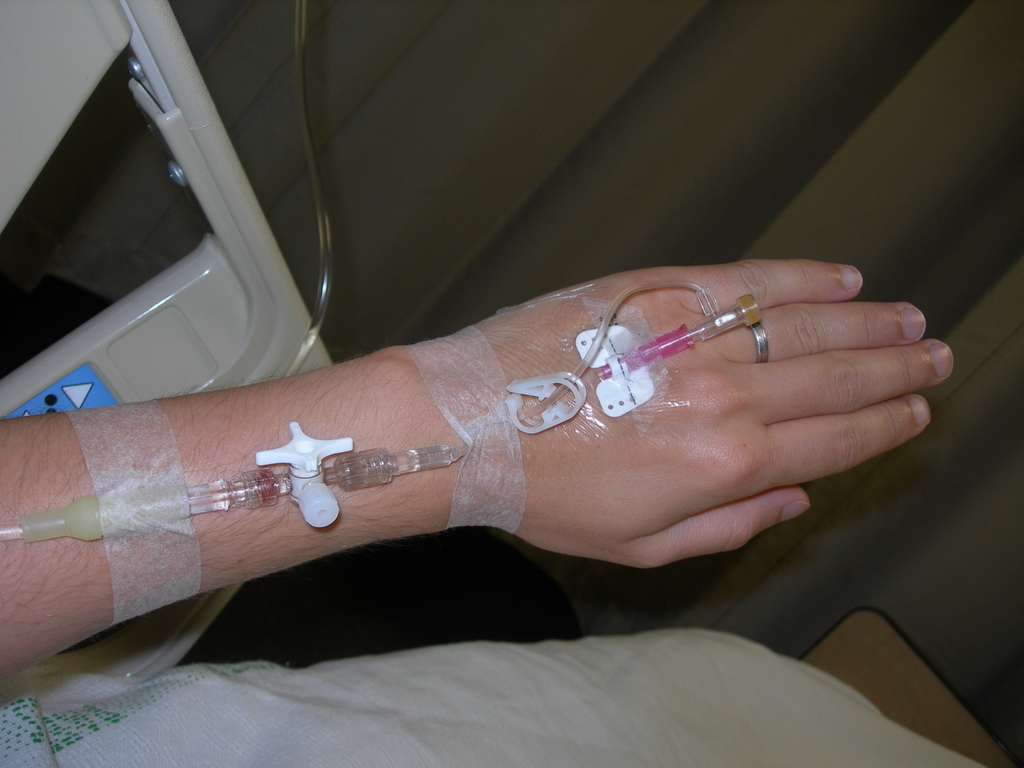
末梢静脈カテーテルを留置し、患者の腕に粘着テープで固定し、点滴を接続した状態

末梢静脈カテーテル (まっしょうじょうみゃくカテーテルまたは末梢血管内カテーテル、英: peripheral venous catheter) は、医療において、薬剤や輸液、輸血などの静脈内注射を行うために末梢静脈に入れるカテーテル (細い柔軟な管) である。静脈留置針 (じょうみゃくりゅうちしん) または単に留置針と呼ばれる事も多い。（末梢）静脈ラインと呼ばれることもあるが、この場合はカテーテルだけではなく、それに接続される点滴セットをも含むことがある。

## 使用法
カテーテルは、採血と同じように針で静脈に挿入され、その後、小さなプラスチック製のカニューレはそのままに、針は抜かれる。その後、カテーテルを患者の皮膚にテープ固定するか、粘着性のある創傷被覆材(ドレッシング) を使用して固定する。
末梢静脈カテーテルは、医療現場で最もよく使用される血管アクセスである。救急外来や外科の患者のほとんどに、また、放射線造影剤を使用する一部の放射線画像診断の前などにも投与される。米国では、1990年代には、毎年2,500万人以上の患者に末梢静脈ラインが留置されていた。
末梢静脈カテーテルは、通常、手または腕の静脈に挿入される。中心静脈 (通常、首の内頸静脈または胸の鎖骨下静脈) に挿入する中心静脈カテーテルと区別する必要がある。小児などでは、痛みを和らげて挿入を容易にするために、局所麻酔薬 (リドカインなど) のテープ剤を挿入部位に貼付することがある。
末梢静脈カテーテル挿入時、または留置後に採血も可能である。このカテーテルは血圧測定や採血のために動脈に留置されることもある。

末梢静脈カテーテルは、緊張性気胸の緊急治療に使用されることもある。 緊張性気胸に対しては、胸腔ドレーンが根本的な治療となるが、胸腔を減圧するために鎖骨中線上、第2肋間に留置してよい。

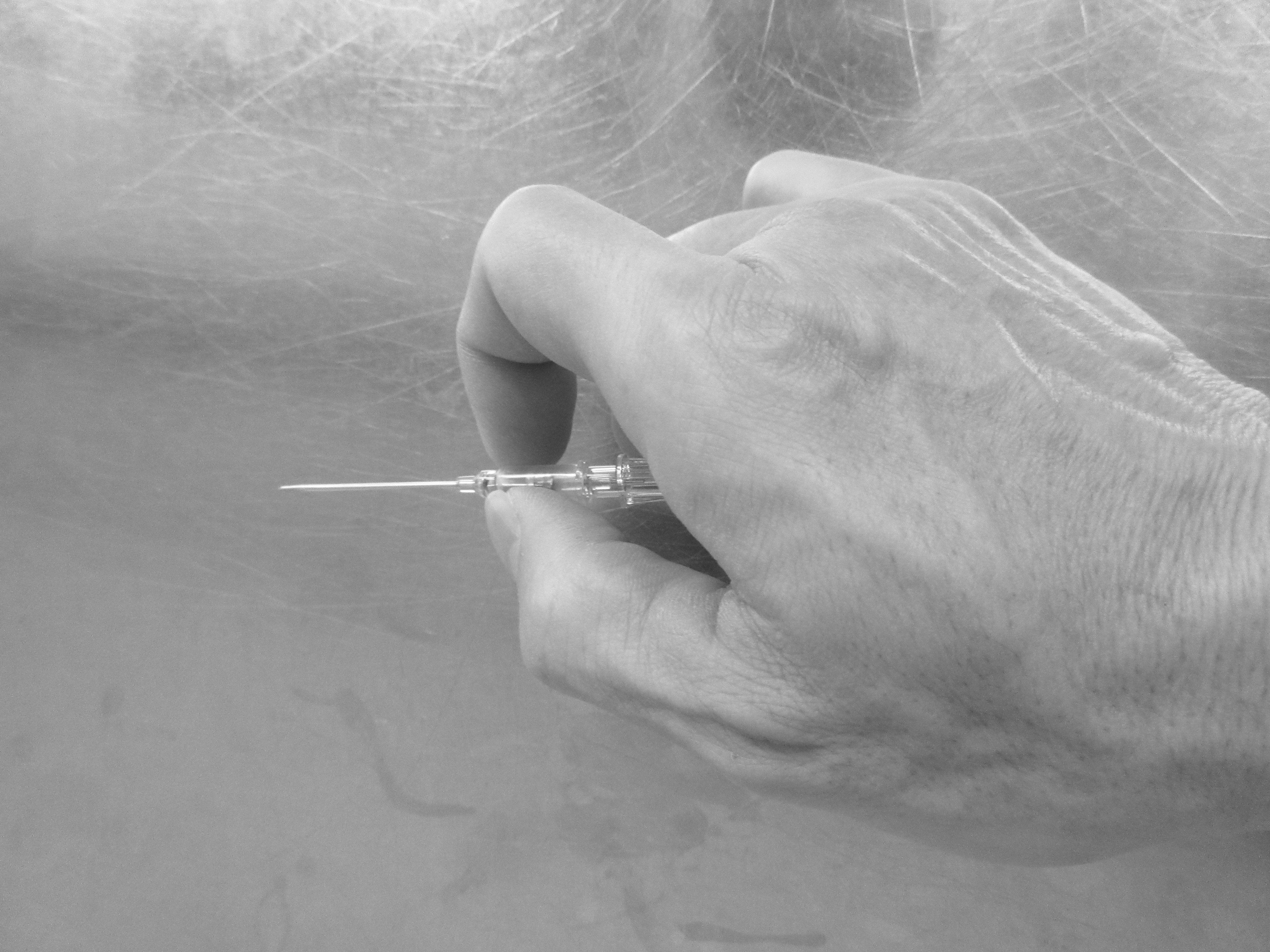
末梢静脈カテーテルの持ち方の一例。ハブの端は点滴に繋ぐので不潔にならないように触れていない。
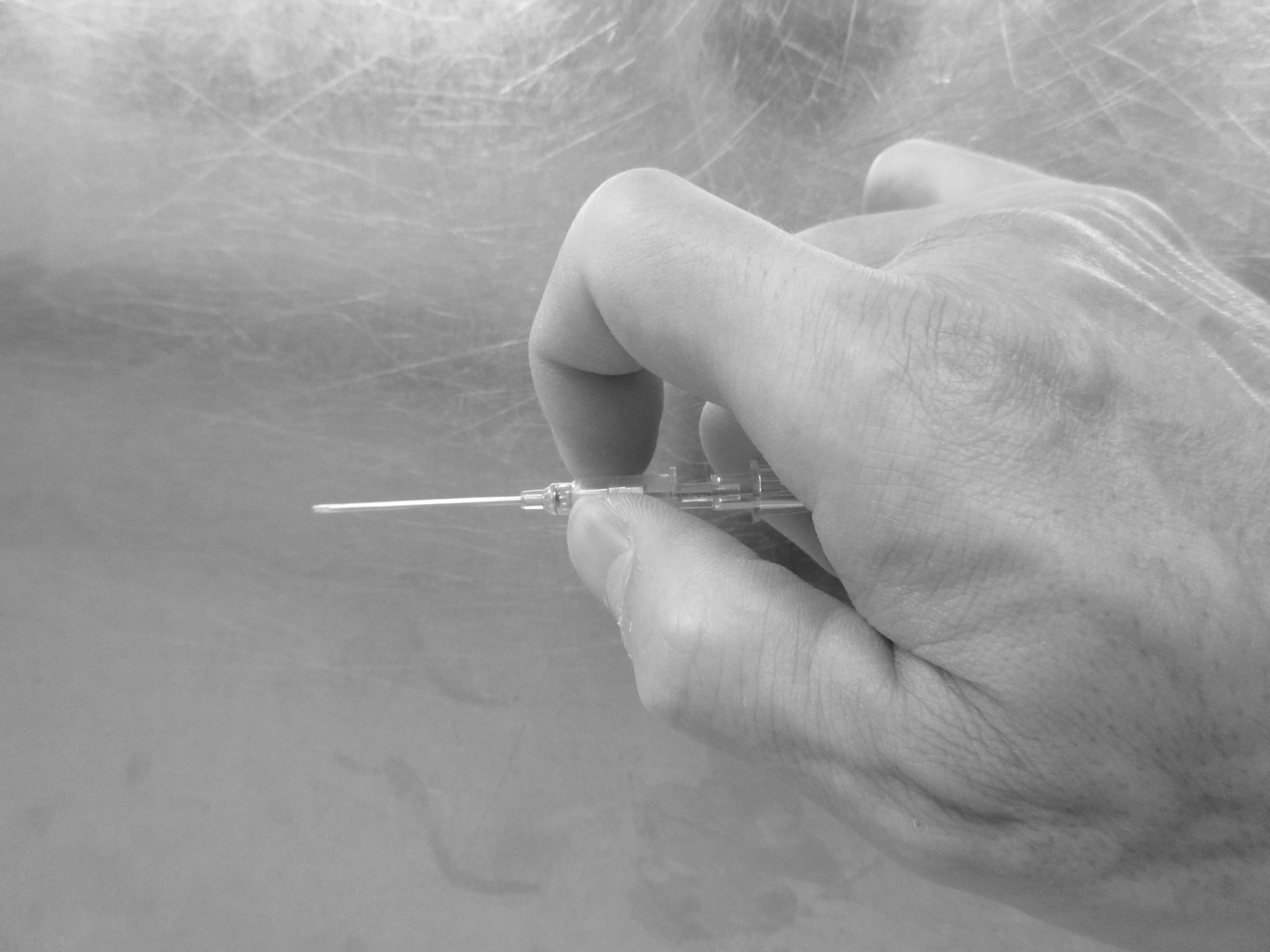
末梢静脈カテーテルの外筒の進め方の一例。内筒は鋭利だが、外套はプラスチック製であり、外筒を内筒より先進させると血管内壁を傷つけにくくなる。

## 合併症
感染、静脈炎、点滴漏れ、空気塞栓症、出血、血腫形成 (いわゆる青あざ) などが起こることがある。カテーテル塞栓症は、カニューレの一部が切れて血管内に流れ込むことで発生し得る。末梢静脈カニューレを抜去する際には、先端が無傷であることを確認する必要がある。
挿入部位感染のリスクを理由として、アメリカ疾病予防管理センター(CDC)はガイドラインでカテーテルを96時間ごとに交換する必要があると勧告している。しかし、これらのカテーテルを日常的に交換する必要性については議論もある。 専門家が管理すれば、末梢ラインの合併症は減ることが示されている。カテーテルの不具合の低減に関して、どのドレッシング (創傷被覆材) や固定具が他より優れているかは結論が出ていない。

## サイズ
末梢静脈カテーテルのサイズは、ゲージ又はフレンチスケールで表される。針の直径はフレンチスケールに比例し、ゲージに反比例する。
| ゲージ | 直径 (mm) | 点滴時の最大流速 (ml/分) | 色     |
| ------ | --------- | ------------------------ | ------ |
| 26     | 0.46      | 13-15                    | Black  |
| 24     | 0.60      | 36                       | Yellow |
| 22     | 0.90      | 56                       | Blue   |
| 20     | 1.10      | 40-80                    | Pink   |
| 18     | 1.30      | 75-120                   | Green  |
| 17     | 1.50      | 128-133                  | White  |
| 16     | 1.80      | 236                      | Grey   |
| 14     | 2.00      | 270                      | Orange |

## 歴史
プラスチック製のカニューレを挿入し、針を引き抜く方法は、1945年に技術導入された。最初に販売された使い捨てタイプは、1964年に販売された「アンジオキャス」である。1970年代から1980年代にかけて、プラスチック製カニューレの使用が日常化し、その挿入は看護スタッフに委ねられることが多くなった。

最近のカテーテルには、針刺し事故を避けるための安全機能が追加されている。現代のカテーテルは、テフロンなどの合成ポリマーで製造されている (そのため、これらの静脈カテーテルには「ベンフロン」または「キャスロン」などという用語がよく使用される)。1950年は、ポリ塩化ビニル製であった。1983年には、ポリウレタン製のものが初めて登場した。

## 補足画像

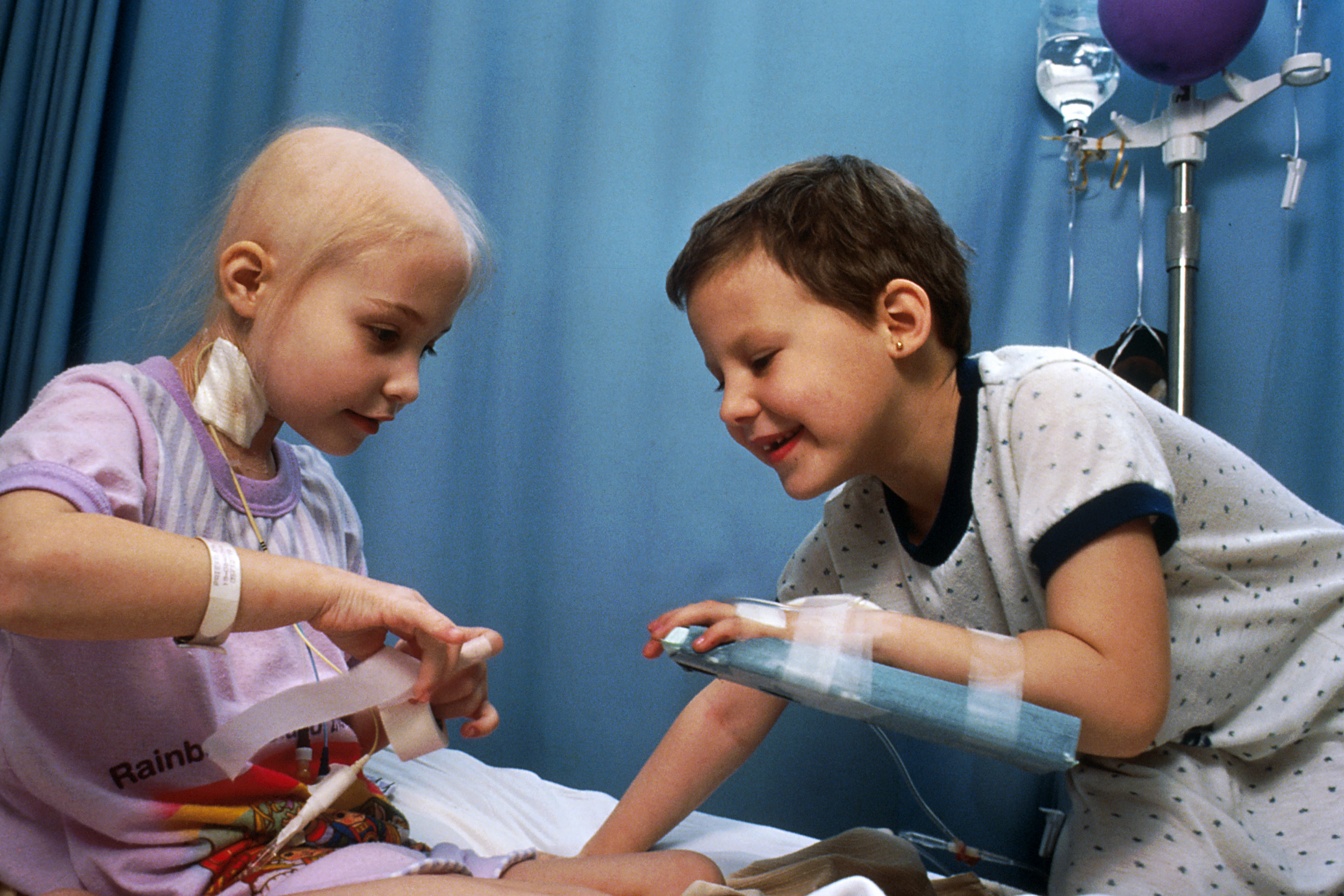
小児の手、足、肘窩の静脈カテーテル留置では、四肢が動いてカテーテルが抜けないように、固定具 (包帯で巻きつける) の使用が推奨されている[17]。
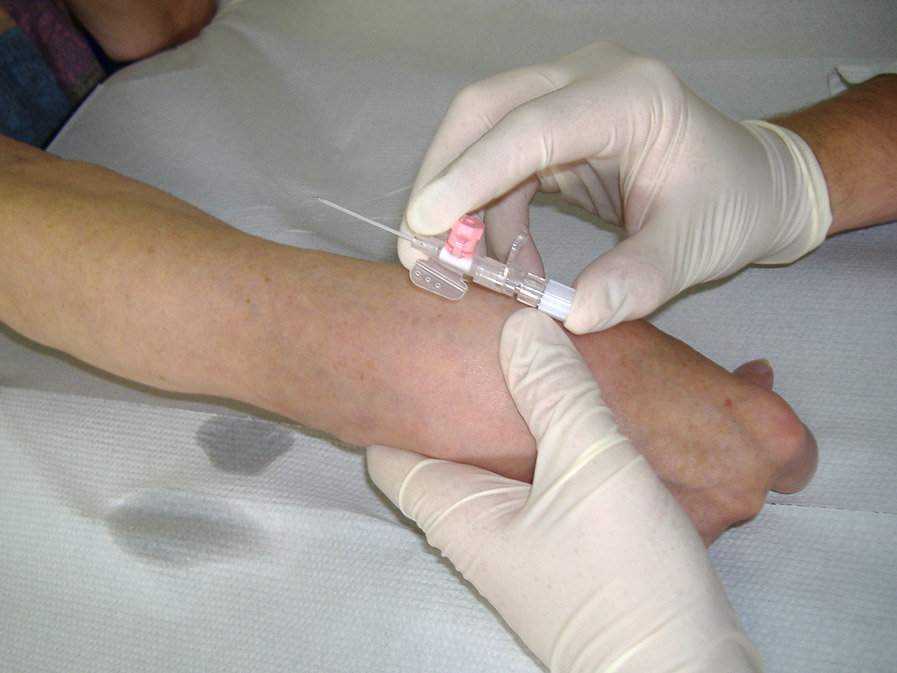
カテーテル留置直前
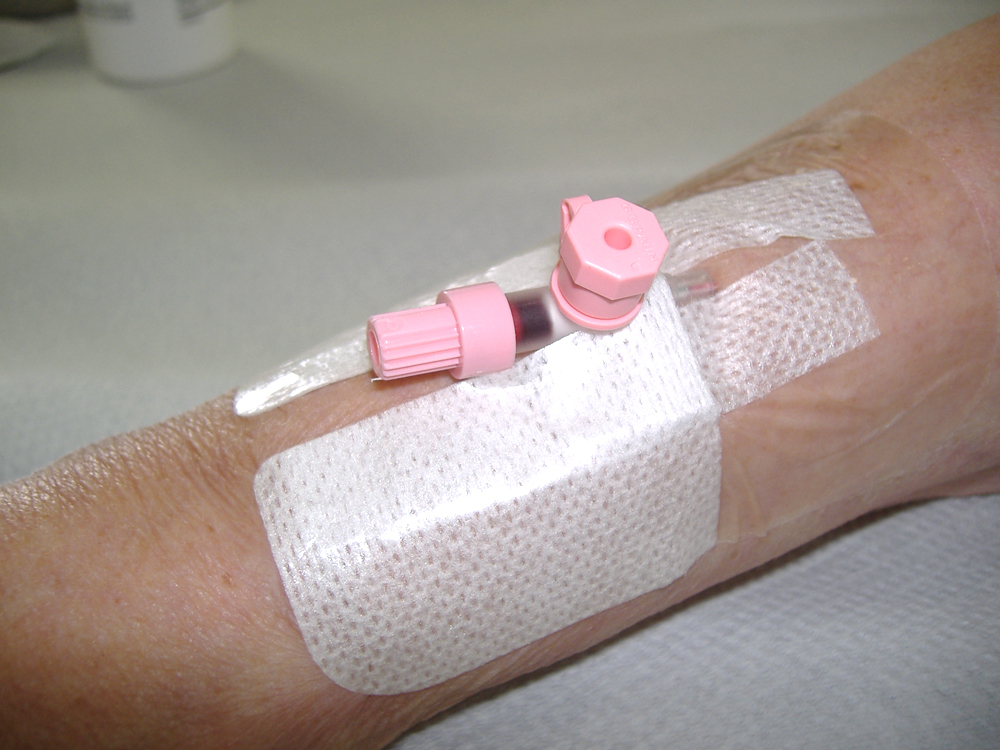
使用していないときのカテーテル
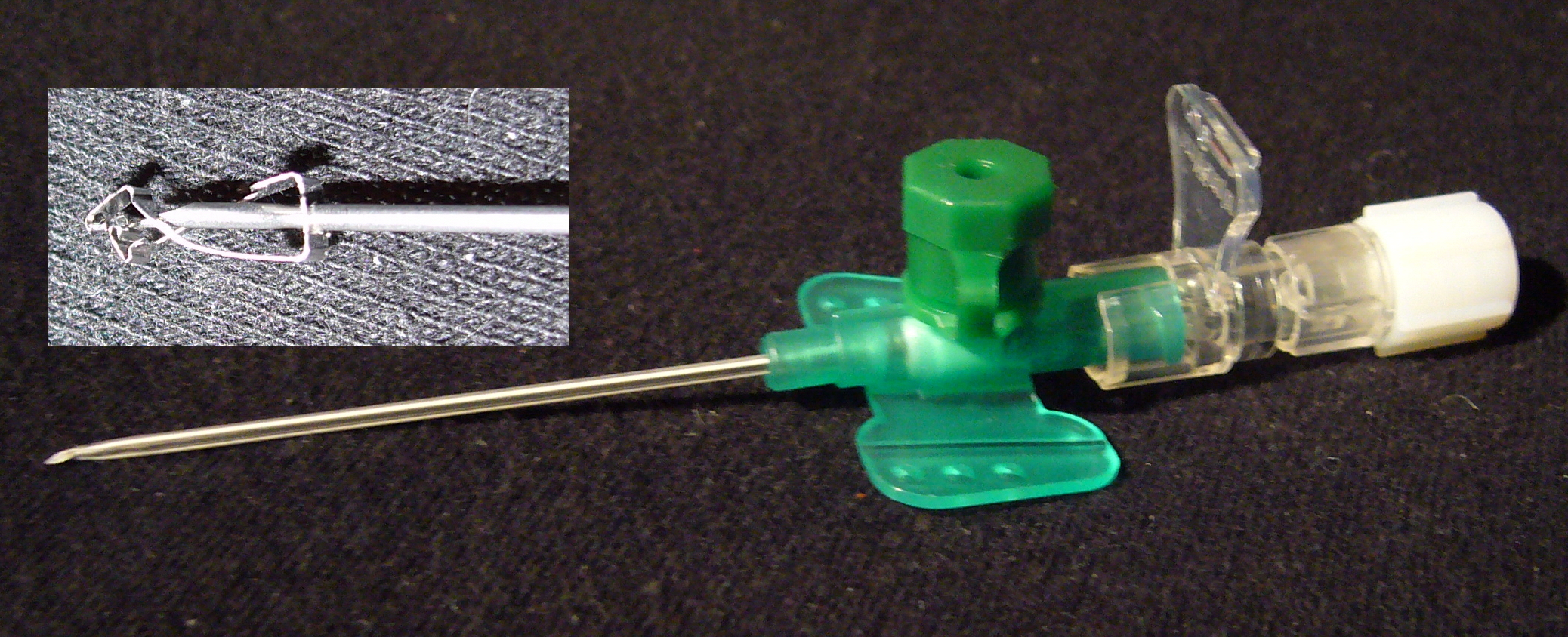
安全機構つきの新型カテーテル